# Ischionodonta torquata
Ischionodonta torquata là một loài bọ cánh cứng trong họ Cerambycidae.